# Vicente Capilla

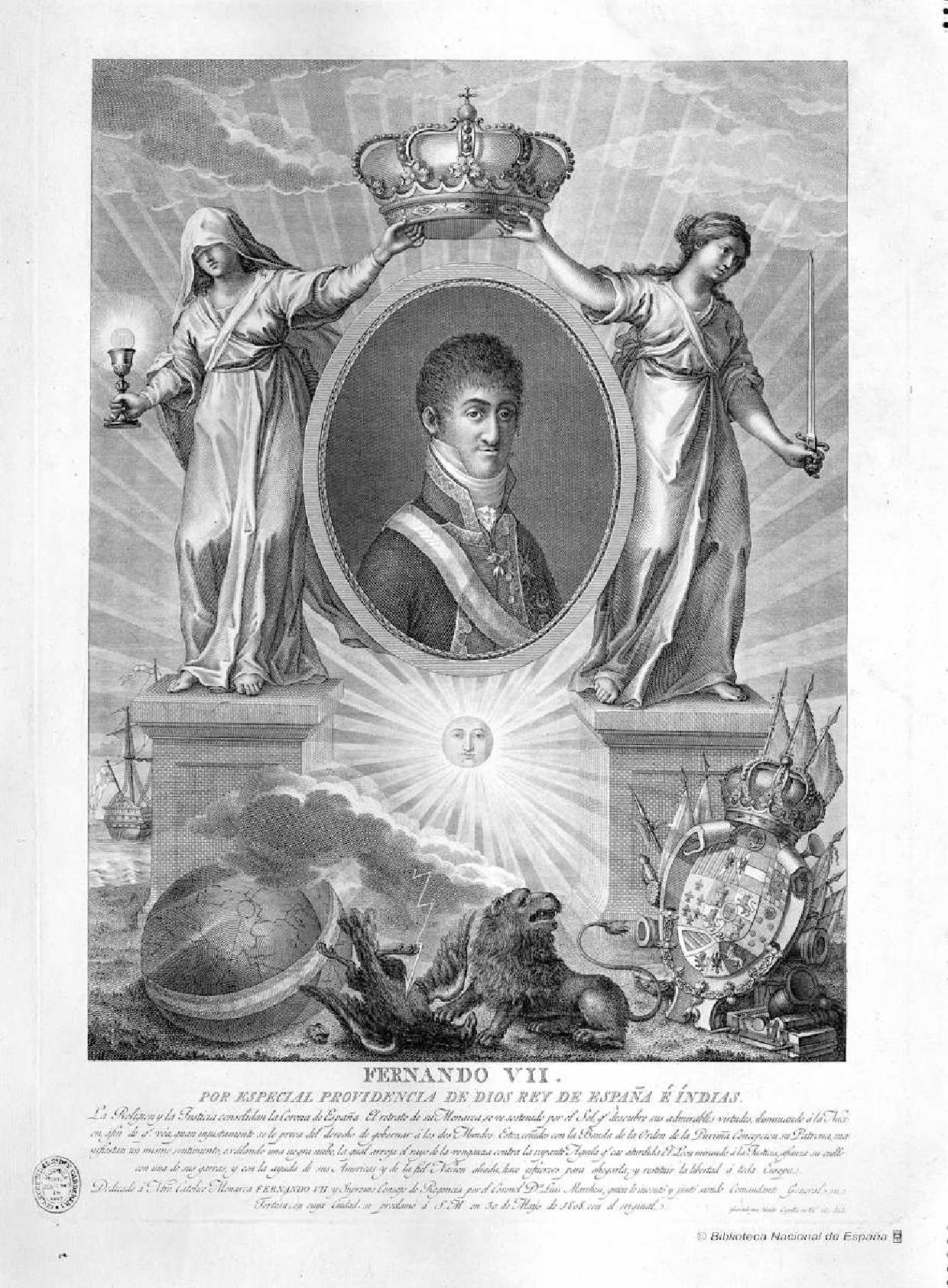
Retrato alegórico de Fernando VII (Retrato de Fernando VII con la Religión y la Justicia consolidando la Corona de España). Grabado a buril de Vicente Capilla por dibujo de Luis Marchesi. Inscripción: «fernando vii. / por especial providencia de dios rey de españa é indias / La Religión y la Justicia consolidan la Corona de España. El retrato de su Monarca se ve sostenido por el Sol, q.^{e} descubre sus admirables virtudes, iluminando á la Naci- / on, a fin de q.^{e} vea, quan injustamente se le priva del derecho de gobernar á los dos Mundos. Estos, ceñidos con la Banda de la Orden de la Purísima Concepción su Patrona, ma- / nifiestan un mismo sentimiento, exalando una negra nube, la qual arroja el rayo de la venganza contra la rapante Águila q.^{e} cae aturdida. El León mirando a la Justicia, afianza su cuello / con una de sus garras, y con la ayuda de sus Américas y de la fiel Nación aliada, hace esfuerzos para ahogarla, y restituir la libertad á toda Europa. / Dedicado á Ntro. Católico Monarca fernaando vii. y Supremo Consejo de Regencia por el Coronel D.^{n} Luis Marchesi, quien lo inventó y pintó siendo Comandante General en / Tortosa; en cuya Ciudad se proclamó á S. M. en 30 de Mayo de 1808, con el original. // Grabado por Vicente Capilla en Val.^{a} año 1810». Biblioteca Nacional de España.

Vicente Capilla y Gil (Valencia, 1767-1817) fue un grabador a buril español.
Formado en la Real Academia de Bellas Artes de San Carlos, inicialmente en la pintura donde habría tenido por maestro a Luis Planes, en 1789 obtuvo ya el premio al grabado concedido por la institución, de la que en 1798 fue admitido como académico de mérito. Capilla permaneció toda su carrera ligado a la Academia, de la que llegó a ser teniente director de sus estudios entre 1812 y 1817, y produjo un elevado número de estampas de factura correcta, muchas de ellas de devoción y por dibujos, entre otros, de José Camarón Bonanat y Vicente López Portaña. Por dibujos de este, en el tiempo de su estancia en Valencia, son los retratos de la beata Inés de Benigánim y el muy expresivo busto de fray Andrés de Valdigna, provincial de los capuchinos, para ilustrar la edición póstuma de sus Sermones quadragesimales (Valencia, 1806), las estampas de devoción de Santa Úrsula y once mil vírgenes mártires, la Virgen de Loreto como se venera en la iglesia del Salvador de Muchamiel, o La Virgen madre de la Divina Gracia, así como las ilustraciones del Catecismo histórico que contiene en compendio la historia sagrada y la doctrina cristiana de Claude Fleury traducido por Juan Interián de Ayala y publicado por Benito Monfort en Valencia en 1799.
Retratos de ejecución limpia son también los del diplomático Domingo de Iriarte por dibujo de Mariano Torra y del arzobispo de Valencia Joaquín Company para la Oración que en la solemnes exequias [...] dijo el doctor don Gregorio Joaquín Piquer (1818), según dibujo de J. Piquer (Museo del Prado) basado en el retrato de cuerpo entero que le hiciera Goya siendo prelado de Zaragoza (Palacio Arzobispal de Zaragoza).
Aunque no se le pueda considerar creador de los programas iconográficos, Vicente Capilla es también autor de láminas de notable complejidad bien sea por el número de sus figuras o por el aparato alegórico del que se rodean, estampas en las que la imagen se pone al servicio del poder. Es el caso de la portada calcográfica de la Biblia Vulgata, traducida y anotada por Felipe Scío, impresa en Valencia en 1790 por José y Tomás de Orga, en la que Carlos IV, rodilla en tierra, ofrece un ejemplar de la Biblia a la iglesia en figura de matrona rodeada por las virtudes, grabado de Capilla por dibujo de Camarón, o la que por dibujo de Juan Bautista Suñer (1792) representa a Carlos IV como defensor e impulsor del culto a la Inmaculada Concepción, entre Felipe IV y Carlos III que se distinguieron por su devoción al misterio, conforme explicaba la leyenda al pie, junto con los papas y santos que más han hecho por su culto, los presidentes de las sesiones del Concilio de Trento y, en la gloria, acompañando y coronando a la Inmaculada, la Santísima Trinidad y coros de ángeles.
Otra estampa de compleja concepción, con el objetivo en este caso de destacar el papel de las misiones franciscanas en América y promover la canonización de dos de sus principales figuras, es la Alegoría de la Orden Franciscana de 1792, por dibujo también de Suñer, con el motivo de la cruz resplandeciente que se habría visto con ocasión de la conquista de Querétaro el día de Santiago de 1531. La cruz, coronada por una imagen de la Inmaculada con la Trinidad, san Miguel y san José, se funde con una palmera de la que salen doce palmas, que sirven de repisa a buen número de bustos de misioneros franciscanos. En tierra, con san Francisco de Asís, de cuyos estigmas brota la sangre que alimenta una fuente, a cada lado, destacados, dos de esos misioneros: Antonio Llinás, fundador del colegio de Querétaro, y Antonio Margil de Jesús, este valenciano, predicando a un grupo de indígenas, todo ello con numerosas filacterias explicativas.
También son obras importantes dentro de su producción dos grabados en relación con la Guerra de la Independencia: la conducción al suplicio de los cinco héroes de Barcelona, una de las seis estampas de la serie dedicada  a la conspiración de Barcelona de 1809 por dibujos de Buenaventura Planella, y el retrato alegórico de Fernando VII abierto en 1810, con el monarca aún cautivo en Francia, según una invención del coronel Luis Marchesi largamente explicada en la leyenda, ejemplo bien representativo del arte puesto al servicio del poder, aunque en este caso no se trate del poder constituido y lo que se busque sea reforzar el apoyo popular al Deseado por encarnarse en él el poder legítimo, así querido por la Religión y la Justicia. y .